# José Antonio Suárez
José Antonio Suárez Miranda, també conegut com a José Antonio Suárez   (Pravia, 22 d'octubre de 1990) o Cohete Suárez, és un pilot de ral·lis asturià. Guanyador del Super Campionat d'Espanya de Ral·lis 2021 amb un Škoda Fabia R5 i del 2023 amb un Škoda Fabia RS Rally2, així com del Campionat d'Espanya de Ral·lis de Terra 2017 amb un Peugeot 208 N5 i del 2023 amb un Škoda Fabia RS Rally2.

## Trajectòria
Cohete Suárez s'inicia als ral·lis l'any 2009 en proves dels campionats asturià i gallec, així com alguna del nacional.
L'any 2010 debuta al Campionat Mundial de Ral·lis amb un Ford Fiesta R2 al Ral·li de Catalunya. Posteriorment, entre l'any següent i el 2014 disputa el Campionat Mundial de Ral·lis júnior també amb un Ford Fiesta R2, combinant aquest campionat amb proves puntuals dels campionats asturià i gallec.
L'any 2015 guanya el campionat francès Volant Peugeot amb Peugeot 208 N5, mentre que al 2016 participa del WRC 2.
La temporada 2017 se centra en el Campionat d'Espanya de Ral·lis de Terra, el qual aconsegueix guanyar amb Peugeot 208 N5, així com en el Campionat d'Europa de Ral·lis júnior, on acaba en tercera posició.
Centrat des d'aleshores en proves nacionals, l'any 2021 guanya el Super Campionat d'Espanya de Ral·lis 2021 amb un Škoda Fabia R5.
L'any 2023 reedita el seu títol del Super Campionat d'Espanya de Ral·lis i del Campionat d'Espanya de Ral·lis de Terra, en aquesta ocasió al volant d'un Škoda Fabia RS Rally2.